# منطقه بانسکا بیستریتسا
منطقه بانسکا بیستریتسا (به اسلواکیایی: Banskobystrický kraj) (به مجاری: Besztercebányai kerület) یک منطقه در کشور اسلواکی به مرکزیت شهر بانسکا بیستریتسا است. این منطقه ۹٬۴۵۴ کیلومترمربع مساحت و ۶۵۵٬۳۵۹ نفر جمعیت دارد.